# Parc national des Écrins
Parc national des Écrins eller Nationalpark Écrins er en af Frankrigs ti nationalparker. Den ligger i den sydøstlige del af landet i bjergområdet Dauphiné-Alperne, syd for Grenoble og nord for Gap, og ligger i départementerne Isère og Hautes-Alpes. Parken besøges af omkring 800.000 turister om året. Nationalparken ligger i blandt andet Romanche-dalen.
Nationalparken blev grundlagt i 1973 og har en udstrækning på ca. 1.786 km², hvoraf der er en kernezone på 918 km² der er særligt beskyttet. Centrum i nationalparken er Pelvoux-massivet.
Den når op i 4.102 meters højde ved Barre des Ecrins, der er det sydligste bjerg over 4.000 meter i Alperne og omfatter adskillige høje bjergtoppe, gletsjere, alpine græsgange, subalpine skove og søer.
Nationalparken ligger omkring Massif des Ecrins og afgrænses af dalene til floderne Drac, Romanche og Durance.
- Lac de la Douche
- Lac de Lauvitel
- Gletsjeren d'Arsine
- Lac du Combeynot